# Heinz Krügel
Heinz Krügel (24 aprilie 1921 – 27 octombrie 2008) a fost un fotbalist și antrenor german de fotbal.

## Cariera
Pe durata carierei de fotbalist Heinz Krügel a evoluat la 3 cluburi germane, reușind să câștige campionatul Germaniei de Est în 1948 cu echipa SG Planitz.
Totuși, Krügel este mai mult cunoscut în calitate de antrenor. După ce a antrenat trei cluburi din Germania, între 1959–1961 el a fost numit în funcția de antrenor al echipa națională de fotbal a Germaniei de Est.
Între 1961 și 1966, a antrenat echipa Hallescher FC Chemie, câștigând trofeul FDGB-Pokal în 1962.
Cel mai mare succes al său, Krügel l-a înregistrat la clubul 1. FC Magdeburg, unde a petrecut 10 ani. Când a venit la echipă, clubul tocmai retrogradase în a doua ligă germană, dar Krügel a reconstruit echipa, obținând promovarea în sezonul imediat următor. În următorii 8 ani, Krügel a condus 1. FC Magdeburg spre câștigarea a trei campionate ale Germaniei de Est (1971/72, 1973/74, 1974/75), a cucerit medalia de bronz de patru ori (1967/68, 1968/69, 1972/73, 1975/76) și a câștigat FDGB-Pokal de alte două ori (1969, 1973). Plus la toate, Magdeburg a câștigat ediția 1973–74 a Cupei Cupelor UEFA, învângând-o cu 2-0 în finala de la Rotterdam pe favorita și deținătoarea trofeului — AC Milan.

## Decesul
Heinz Krügel a decedat pe 27 octombrie 2008, în Magdeburg după o boală prelungită.